# 巴切诺
巴切诺（義大利語：Baceno），是意大利韦尔巴诺-库西亚-奥索拉省的一个市镇。总面积68.7平方公里，人口951人，人口密度13.8人/平方公里（2009年）。